# Danh sách phát minh và khám phá của người Bắc Âu
Từ thời đại Viking (tổ tiên trực hệ của những người Bắc Âu hiện đại), người Bắc Âu (hay cũng thường được gọi là người Scandinavia) đã là những nhà thám hiểm và hàng hải thành thạo sớm trước thời đại Khám phá chính thức bắt đầu tới nửa thiên niên kỷ. Các nước Bắc Âu như Iceland, Đan Mạch, Na I, Thụy Điển và Phần Lan chia sẻ nhiều điểm chung về lịch sử, chính trị, văn hóa, xã hội. Một điểm chung đáng lưu ý là mật độ phân bố dân cư của họ thấp hơn đáng kể so với phần còn lại của châu Âu và nhiều nơi khác trên thế giới. Dù là những quốc gia sở hữu lãnh thổ (bao gồm cả phần lãnh thổ hải ngoại như trường hợp đảo Greenland thuộc Đan Mạch) rộng hơn nhiều quốc gia thuộc châu Âu đại lục, nhưng trong tất cả các nước Bắc Âu (tên gọi thông dụng trong tiếng England: Nordic Countries) đều không có quốc gia nào với dân số trên 10 triệu người (tính đến cuối năm 2015).
Bất chấp khiêm tốn về số lượng nhưng những người Bắc Âu trong khoảng một thế kỷ qua đã xây dựng nên một hình mẫu xã hội được ca ngợi rộng khắp thế giới về trình độ phát triển kinh tế cao cấp đi liền với phúc lợi xã hội dư dả. Và thực tế trong lịch sử, người Bắc Âu đã có những cống hiến đáng kể cho nền văn minh chung của thế giới hiện đại ngày nay.
Dưới đây là danh sách những thành tựu (phát minh, sáng kiến, khám phá) mang tính đột phá của các nước Bắc Âu và người Bắc Âu nói chung trong nhiều lĩnh vực như nghệ thuật, khoa học, kỹ thuật, công nghệ, kinh tế... Danh sách cũng bao gồm cả thành tựu của những người không có gốc Bắc Âu (như sinh ra và lớn lên ở những khu vực khác) nhưng dành phần lớn cuộc đời và sự nghiệp của họ tại các quốc gia Bắc Âu. Danh sách được sắp xếp theo thứ tự các chữ cái trong bảng chữ cái tiếng Việt mở rộng.

## B
- Bản đồ Google (Google Maps)

## C
- C++, ngôn ngữ máy tính do nhà khoa học máy tính người Đan Mạch Bjarne Stroustrup phát triển đầu những năm 1980.
- Cerium (nguyên tố hóa học), được khám phá tại Thụy Điển bởi nhà hóa học người Thụy Điển Jöns Jacob Berzelius và Wilhelm Hisinger
- Cực Nam (địa lý) của Trái Đất, được khám phá (chinh phục) chính thức lần đầu tiên bởi đoàn thám hiểm do nhà thám hiểm người Na Uy Roald Amundsen dẫn đầu vào năm 1911.

## D
- Dynamite, thuốc nổ an toàn, phát minh bởi nhà sáng chế người Thụy Điển A. Nobel.

## Đ
- Đại lục Bắc Mỹ, do những nhà hàng hải người Viking thám hiểm lần đầu một cách không bị tranh chấp (không tính người châu Mỹ bản địa) vào khoảng thế kỷ 10, đi trước thời đại Khám phá tới nửa thiên niên kỷ.
- Đại số Abel, đề xuất bởi nhà toán học người Na Uy Niels Henrik Abel.
- Đại số Lie, đề xuất bởi nhà toán học người Na Uy Sophus Lie.
- Độ Celsius, thang chia nhiệt độ do nhà khoa học người Thụy Điển Anders Celsius đề xuất và đang được sử dụng rộng rãi trên thế giới ngày nay.

## H
- Hành lang Tây Bắc (tiếng Anh: Northwest Passage), được khám phá chính thức lần đầu tiên trong chuyến thám hiểm của nhà thám hiểm người Na Uy Roald Amundsen trong các năm 1903-1906.
- Hệ thống phân loại thế giới sinh vật của Carl Linnaeus, nhà tự nhiên học người Thụy Điển, được ông công bố trong tác phẩm Systema Naturae (1735).

## K
- Kon-Tiki, chuyến thám hiểm thực hiện bởi nhà thám hiểm người Na Uy Thor Heyerdahl vào năm 1947, chỉ sử dụng bè mảng vượt ngang Thái Bình Dương từ Nam Mỹ tới Quần đảo Polynesia thuộc châu Đại Dương.

## L
- Lập trình hướng đối tượng với nhiều đặc tính cơ bản của nó đã được tiên phong bởi các nhà khoa học máy tính người Na Uy Ole-Johan Dahl và Kristen Nygaard làm việc ở Trung tâm Tính toán Quốc gia Na Uy tại Oslo trong những năm 1960.
- Lego, phát triển lần đầu trên thế giới bởi nhà thiết kế đồ chơi người Đan Mạch Ole Kirk Christiansen.
- Linux (hệ điều hành), do nhà khoa học máy tính người Phần Lan Linus Torvalds phát triển đầu tiên.
- Lithi

## M
- Mô hình kinh tế - xã hội kiểu Bắc Âu
- Mô hình Bohr, do nhà vật lý học người Đan Mạch Niels Bohr đề xuất.

## N
- Ngôn ngữ lập trình hướng đối tượng đầu tiên theo nhiều nhà nghiên cứu khoa học máy tính là Simula (Simula 67), ngôn ngữ lập trình máy tính được phát triển tại Trung tâm Tính toán Quốc gia Na Uy (tên trong tiếng Na Uy: Norsk Regnesentral) ở Oslo, bởi các nhà khoa học máy tính Ole-Johan Dahl và Kristen Nygaard trong những năm 1960.
- Nhóm Abel, đề xuất bởi nhà toán học người Na Uy Niels Henrik Abel.
- Nhuộm Gram, do nhà khoa học người Đan Mạch Hans Christian Gram đề xuất vào năm 1884.
- Nghị viện, với mô hình ở cấp độ quốc gia lâu đời nhất thế giới còn tồn tại là Alþingi/Althing của người Iceland, được thành lập vào năm 930.
- Nobel (giải thưởng), là hệ thống các giải thưởng trong nhiều lĩnh vực do nhà sáng chế người Thụy Điển A. Nobel đề xướng.

## P
- PHP, ngôn ngữ máy tính

## S
- Selenium
- Silicon (nguyên tố hóa học), được khám phá bởi nhà hóa học người Thụy Điển Jöns Jacob Berzelius vào năm 1823

## T
- Thần thoại Bắc Âu
- Thí nghiệm đo vận tốc ánh sáng do nhà thiên văn học người Đan Mạch Ole Rømer đề xuất.
- Thorium